# Mimetoidea
Mimetoidea è una  superfamiglia di aracnidi araneomorfi che comprende due famiglie:
- Malkaridae DAVIES, 1980
- Mimetidae SIMON, 1881